# Taharana bicuspidata
Taharana bicuspidata är en insektsart som beskrevs av Zhang, Y. och Zhang Y. 1994. Taharana bicuspidata ingår i släktet Taharana och familjen dvärgstritar. Inga underarter finns listade i Catalogue of Life.